# Jovino Novoa
Pour les articles homonymes, voir Jovino Novoa (homonymie).
Jovino Novoa Vásquez, né le 31 mars 1945 à Santiago et mort le 1er juin 2021, est un avocat, un professeur de droit et un homme politique chilien. 
Il est sous-secrétaire général du gouvernement d'Augusto Pinochet (1977-1982), rédacteur en chef à El Mercurio (1982-1985), président fondateur du parti Union démocrate indépendante (1988) et sénateur (UDI) de 1998 à 2014 pour la circonscription de Santiago Poniente. Il est président du Sénat du 11 mars 2009 au 11 mars 2010. 
Il est condamné en 2015 à trois ans de prison pour avoir reçu illégalement de l'argent de grandes entreprises. Il n'est cependant pas emprisonné.

## Origines
Jovino Novoa intègre en 1963 l'école de droit de l'Université pontificale catholique du Chili. En 1970, il obtient son diplôme d'avocat. C'est à l'université qu'il rencontre Jaime Guzmán à qui va le lier une grande amitié. En 1966, à ses côtés, il participe à la fondation du mouvement grémialista. Il côtoie alors Hernán Larraín, Sergio Gutiérrez, Ernesto Illanes, Felipe Lamarca, Máximo Silva, Manuel Bezanilla, Luis Monge, Rodrigo Mujica, Roberto García et Raúl Lecaros. 
Il est marié à María Angélica McKenna et père de 8 enfants.

## Vie professionnelle et vie politique
Après ses études, Jovino Novoa s'installe en Argentine où il exerce sa profession d'avocat et de conseiller juridique au sein du cabinet Cruzat, Ortúzar, Mackenna y Novoa. Il revient au Chili en 1977 et entre en politique pour soutenir la dictature militaire chilienne. De 1977 à 1982, il est le sous-secrétaire général du gouvernement du régime militaire d'Augusto Pinochet. 
De 1982 à 1985, il est rédacteur en chef des services de l'information au journal El Mercurio et professeur à l'école de droit de l'université catholique. 
De 1985 à 1997, il travaille au sein du cabinet juridique Guerrero, Olivos, Novoa, Errázuriz. 
De 1988 à 1991, il est vice-président de l'Union démocrate indépendante, le seul parti autorisé sous la dictature. Il s'investit dans la campagne en faveur du «Oui » au maintien au pouvoir du général Pinochet lors du référendum de 1988. 
Il est accusé en 2003 d'avoirs pris part à un réseau pédophile mais le témoin se rétracte finalement. 
Sénateur pour la circonscription 7 Santiago Poniente depuis 1997, réélu en 2006, il préside notamment la commission du sénat sur les transports et les télécommunications. Le 12 mars 2009, il est élu par 19 voix contre 15, président de la chambre haute du parlement chilien.
Le 11 mars 2010, le chrétien-démocrate Jorge Pizarro (de la Concertation des partis pour la démocratie) lui succède à la présidence du Sénat, élu par 19 voix contre 17 au sénateur Antonio Horvath (RN).
Il est condamné en 2015 à trois ans de prison pour avoir reçu illégalement de l'argent de grandes entreprises, ce qui fait de lui le premier homme politique chilien à être condamné pour corruption. Il n'est cependant pas emprisonné, bénéficiant d'un régime de liberté conditionnelle.